# Tarascht
Tarascht (auch Tarasht; persisch طرشت) ist ein sehr alter Stadtteil im Westen von Teheran. Nördlich grenzt er an den Stadtteil Aryaschahr, im Westen an den Jenah Expressway, im Süden an die Azadi Ave. und im Osten an den Stadtteil Towhid.
Die Scharif-Universität für Technologie, eine der bedeutendsten Universitäten des Landes, liegt in Tarascht. 
Im Südwesten des Stadtteils befindet sich der Azadi-Platz.